# コパ・セントロ＝オエステ
コパ・セントロ＝オエステ（Copa Centro-Oeste）は、かつてブラジルの中西部地域（セントロ＝オエステ）のクラブによって行われていたサッカー大会である。
ミナスジェライス州のクラブは第1回大会のみ参加し、2000年からは新たに創設されたコパ・スル＝ミナスに加わった。
2000年から2002年まで、コパ・セントロ＝オエステの優勝クラブにはコパ・ドス・カンピオンイスの出場資格が与えられた。

## 歴代優勝クラブ
| 年   | 優勝       | スコア                        | 準優勝         |
| ---- | ---------- | ----------------------------- | -------------- |
| 1999 | クルゼイロ | 3 - 0, 1 - 2, 0-0 合計: 4 - 2 | ヴィラ・ノヴァ |
| 2000 | ゴイアス   | 3 - 1, 5 - 1 合計: 8 - 2      | ヴィラ・ノヴァ |
| 2001 | ゴイアス   | 1 - 0, 1 - 1 合計: 2 - 1      | ヴィラ・ノヴァ |
| 2002 | ゴイアス   | 2 - 3, 3 - 0 合計: 5 - 3      | ガマ           |

## クラブ別優勝回数
| クラブ         | 州                 | 優勝 | 準優勝 |
| -------------- | ------------------ | ---- | ------ |
| ゴイアス       | ゴイアス州         | 3    | 0      |
| クルゼイロ     | ミナスジェライス州 | 1    | 0      |
| ヴィラ・ノヴァ | ゴイアス州         | 0    | 3      |
| ガマ           | 連邦直轄区         | 0    | 1      |